# Jordánská vlajka

Jordánská vlajka
Poměr stran: 1:2

Jordánská námořní válečná vlajka
Poměr stran: 1:2

Vlajka Jordánska je tvořena listem o poměru stran 1:2 se třemi vodorovnými pruhy – černým, bílým a zeleným, u žerdě červený klín, sahajíci do poloviny délky vlajky, s bílou sedmicípou hvězdou.
Jsou to takzvané panarabské barvy, odvozené roku 1921 z vlajky Hedžázu. První emír Jordánska (tehdy nazývaného Zajordánsko) Abdulláh byl totiž synem hedžazského krále Husajna a přijal proto hedžazskou vlajku, přidal k ní hvězdu (každý další člen připravované panarabské federace měl do podobné vlajky připojit další hvězdu).
Černá je barvou Abbásovců, bílá Umajjovců, zelená Fatimovců a červená Hašimovců – rodu, ze kterého pocházel král Hedžázu. Sedmicípá hvězda znamená sedm úvodních veršů koránu.

## Galerie

Rozměry jordánské vlajky
Vlajka jordánského krále Poměr stran: 1:2